# دیوید بووه
دیوید بووه (به انگلیسی: David Bowe) (زاده ۴ ژانویهٔ ۱۹۶۴) بازیگر آمریکایی است.
از فیلم‌های معروف او می‌توان به بازی در هواپیمایی آمریکا، ساخت آمریکا اشاره کرد.